# Al-Gharafa
Al-Gharrafa (arabski: الغرافة) – klub piłkarski z Kataru, założony w 1979 roku w mieście Doha. Do 2004 roku klub ten nosił nazwę Al-Ittihad.

## Sukcesy
- Mistrzostwo Kataru: 4 1992, 1998, 2002, 2005
- Puchar Kataru: 6 1995, 1996, 1997, 1998, 1999, 2002
- Qatar Crown Prince Cup: 1 2000
- Arabski Puchar Zdobywców Pucharów: 1 1999

## Aktualny skład
| Nr | Poz. | Piłkarz            |
| -- | ---- | ------------------ |
| 1  | BR   | Qasem Burhan       |
| 2  | OB   | Ibrahim Al-Ghanim  |
| 3  | OB   | Marcone            |
| 4  | PO   | Lawrence Quaye     |
| 6  | OB   | Hamed Shami Zaher  |
| 7  | NA   | Faheed Al-Shammari |
| 8  | OB   | Saad Al Shammari   |
| 9  | NA   | Younis Mahmoud     |
| 11 | PO   | Meshal Abdullah    |
| 14 | PO   | Bilal Abdulrahman  |
| 17 | OB   | Ali Fath           |
| 18 | PO   | Merghani Al Zain   |
| 20 | PO   | Otmane El Assas    |

| Nr | Poz. | Piłkarz               |
| -- | ---- | --------------------- |
| 21 | BR   | Mohamed Ghamdi        |
| 22 | BR   | Abdulaziz Ali         |
| 23 | OB   | George Kwasi          |
| 24 | NA   | Naser Kamel           |
| 25 | PO   | Sager Alshamare       |
| 26 | OB   | Bilal Mohammed        |
| 27 | PO   | Aziz Radi             |
| 30 | PO   | Saud Al-Sabah         |
| 32 | PO   | Mohammed Shakir       |
| 33 | OB   | Ahmed Faris Al-Binali |
| 44 | PO   | Mohammed Sayyar       |
| 77 | NA   | Haris Ahmed           |
| 89 | PO   | Sarhan Mosa           |
| 91 | NA   | Mohammad Haris        |